# Снаружи и внутри
«Снаружи и внутри» — седьмой студийный альбом Сергея Бабкина, вышедший в 2011 году. Записан совместно с музыкальным коллективом «CLASSIKA».
Альбом состоит из двух частей (и, соответственно, дисков): «Снаружи» и «Внутри». По словам Бабкина: «Те, кто пишут музыку, и потом её исполняют — внутри, а те, кто её слушают — снаружи».
На песни «Не уходи» и «Пиши» были сняты музыкальные клипы.

## Список композиций

### Часть 1: Снаружи
| №  | Название    | Длительность |
| -- | ----------- | ------------ |
| 1. | «Кот»       | 3:31         |
| 2. | «Сокровище» | 4:37         |
| 3. | «Майор»     | 4:41         |
| 4. | «Джаз»      | 3:39         |
| 5. | «Парнас»    | 6:00         |
| 6. | «Не уходи»  | 4:50         |

### Часть 2: Внутри
| №   | Название   | Длительность |
| --- | ---------- | ------------ |
| 7.  | «Пиши»     | 5:33         |
| 8.  | «Слепок»   | 4:08         |
| 9.  | «Один раз» | 5:17         |
| 10. | «Больно»   | 4:50         |
| 11. | «Пыль»     | 6:10         |
| 12. | «Бога»     | 4:49         |
| 13. | «Спаси»    | 3:54         |

## Участники
- Сергей Бабкин (текст, гитара, вокал, флейта)
- Анна Снежина (скрипка)
- Анна Янчишина (скрипка)
- Мария Теплякова (альт)
- Александра Негодаева (виолончель)
- Фёдор Сенчуков (тромбон)
- Владимир Кольцов-Крутов (контрабас)

### Коллектив «CLASSICA»
- Сергей Савенко (кларнет, бас-кларнет)
- Ефим Чупахин (рояль, аранжировки скрипичных партий)
- Игорь Фадеев (бас, гитара)
- Станислав Кононов (электрогитара, акустическая гитара)
- Дима Бондарев (труба (музыкальный инструмент), Флюгельгорн)
- Константин Шепеленко (ударные музыкальные инструменты).

* Альбом посвящён дочери Сергея Веселине
- В качестве изображения для обложки альбома использована фотография дочери Веселины в утробе матери (изображение плода, полученное с помощью УЗИ)
- Сергей Савенко, Ефим Чупахин и Игорь Фадеев участвовали в записи и предыдущих альбомов Сергея, однако как отдельный коллектив «CLASSIKA» впервые представлены на этой пластинке (совместно с Станиславом Кононовым, Димой Бондаревым и Константином Шепеленко).[источник не указан 1562 дня]